# Golf de Finlàndia

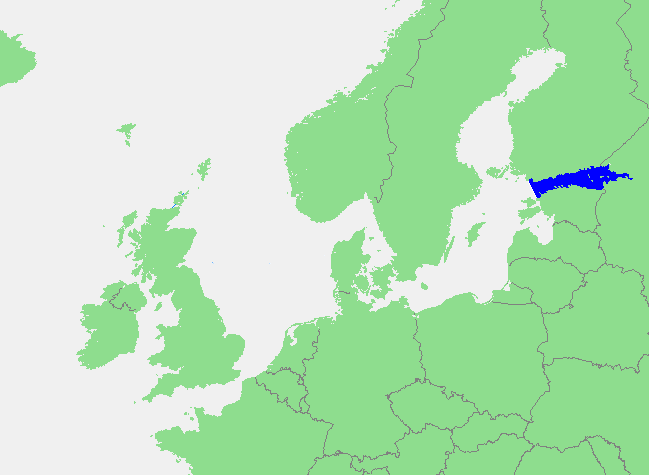
Situació del Golf de Finlàndia

El Golf de Finlàndia (finès: Suomenlahti; suec: Finska viken; estonià: Soome laht; rus: Фи́нский зали́в, Finski zaliv) és un braç oriental del mar Bàltic situat entre Finlàndia (al nord) i Estònia (al sud) que s'acaba a l'estuari del Nevà, a Rússia. A l'extrem oriental del golf, hi ha la ciutat de Sant Petersburg, la segona del país. Altres ciutats importants banyades pel golf són Hèlsinki i Tallinn, capitals dels seus respectius estats. És característic per la seva baixa profunditat i salinitat.